# Patinação artística no Festival Olímpico Europeu da Juventude de Inverno de 2007
As competições de patinação artística no Festival Olímpico Europeu da Juventude de Inverno de 2007 foram disputadas em Jaca, Espanha, entre 19 de janeiro e 22 de janeiro de 2007.

## Medalhistas
| Evento                          | Ouro                     | Prata                          | Bronze                       | Ref.  |
| ------------------------------- | ------------------------ | ------------------------------ | ---------------------------- | ----- |
| Individual masculino (detalhes) | Artem Grigoriev · Rússia | Alexander Majorov · Suécia     | Alexandre Briancon · França  | [ 1 ] |
| Individual feminino (detalhes)  | Sonia Lafuente · Espanha | Margarita Tertychnaya · Rússia | Marcella De Trovato · Itália | [ 1 ] |

## Resultados

### Individual masculino
| Pos.              | Nome                  | Nacionalidade    | Pontos | PC | PL |
| ----------------- | --------------------- | ---------------- | ------ | -- | -- |
| Medalha de ouro   | Artem Grigoryev       | Rússia           | 154.71 | 1  | 2  |
| Medalha de prata  | Alexander Majorov     | Suécia           | 152.94 | 3  | 1  |
| Medalha de bronze | Alexandre Briancon    | França           | 140.68 | 2  | 4  |
| 4                 | Javier Fernández      | Espanha          | 134.14 | 4  | 3  |
| 5                 | Jakub Strobl          | Eslováquia       | 116.22 | 8  | 6  |
| 6                 | Daniel Dotzauer       | Alemanha         | 115.70 | 9  | 5  |
| 7                 | Otto-Eemelia Laamanen | Finlândia        | 114.31 | 6  | 7  |
| 8                 | Stanilav Pertsov      | Ucrânia          | 113.47 | 5  | 8  |
| 9                 | Hovhannes Mkrtchyan   | Armênia          | 103.61 | 12 | 9  |
| 10                | Petr Bidar            | República Tcheca | 103.10 | 7  | 13 |
| 11                | Edwin Siwkowski       | Polônia          | 99.96  | 15 | 10 |
| 12                | Daniel King           | Reino Unido      | 99.90  | 13 | 11 |
| 13                | Ruben Blommaert       | Bélgica          | 96.46  | 11 | 14 |
| 14                | Laurent Alvarez       | Suíça            | 94.45  | 14 | 12 |
| 15                | Severin Kiefer        | Áustria          | 93.57  | 10 | 15 |
| 16                | Mikhail Karaliuk      | Bielorrússia     | 77.09  | 16 | 16 |
| 17                | Saulius Ambrulevičius | Lituânia         | 73.70  | 17 | 17 |
| 18                | Ivor Mikolčević       | Croácia          | 66.80  | 18 | 19 |
| 19                | Ali Demirboga         | Turquia          | 63.26  | 19 | 18 |
| 20                | Pavel Petrov Savinov  | Bulgária         | 50.26  | 20 | 20 |

### Individual feminino
| Pos.              | Nome                      | Nacionalidade | Pontos | PC | PL |
| ----------------- | ------------------------- | ------------- | ------ | -- | -- |
| Medalha de ouro   | Sonia Lafuente            | Espanha       | 107.42 | 5  | 2  |
| Medalha de prata  | Margarita Tertychnaya     | Rússia        | 106.21 | 1  | 4  |
| Medalha de bronze | Marcella De Trovato       | Itália        | 103.75 | 2  | 5  |
| 4                 | Radka Bártová             | Eslováquia    | 102.97 | 6  | 1  |
| 5                 | Anna Veinberger           | França        | 102.43 | 4  | 3  |
| 6                 | Katharina Gierock         | Alemanha      | 99.87  | 3  | 6  |
| 7                 | Katrin Kunisch            | Áustria       | 91.05  | 7  | 7  |
| 8                 | Amy Leigh Tanner          | Reino Unido   | 84.00  | 9  | 11 |
| 9                 | Noemie Silberer           | Suíça         | 83.98  | 8  | 12 |
| 10                | Laura Czarnotta           | Polônia       | 83.87  | 15 | 9  |
| 11                | Angelica Olsson           | Suécia        | 82.39  | 10 | 14 |
| 12                | Anastasija Uspenska       | Eslovênia     | 82.06  | 23 | 8  |
| 13                | Maria Dikanović           | Croácia       | 80.87  | 11 | 18 |
| 14                | Laurie Lougsami           | Bélgica       | 80.84  | 12 | 17 |
| 15                | Erle Harstad              | Noruega       | 80.51  | 21 | 10 |
| 16                | Stasija Rage              | Letônia       | 79.97  | 16 | 13 |
| 17                | Devora Radeva             | Bulgária      | 77.33  | 19 | 15 |
| 18                | Tuuli Nikoskinen          | Finlândia     | 77.24  | 20 | 16 |
| 19                | Michelle Tromborg-Nielsen | Dinamarca     | 76.44  | 14 | 19 |
| 20                | Jenna Syken               | Israel        | 73.27  | 13 | 23 |
| 21                | Yuna Drabysheuskaya       | Bielorrússia  | 72.93  | 17 | 20 |
| 22                | Armine Stamboltsyan       | Armênia       | 70.32  | 18 | 22 |
| 23                | Karmen Piirsoo            | Estônia       | 66.54  | 22 | 25 |
| 24                | Alena Gaydarenko          | Ucrânia       | 64.32  | 28 | 21 |
| 25                | Tunde Sepa                | Hungria       | 62.54  | 25 | 24 |
| 26                | Beatrice Rozinskaite      | Lituânia      | 58.87  | 26 | 26 |
| 27                | Ekin Dogany               | Turquia       | 58.08  | 24 | 27 |
| 28                | Dimitra Tsitampani        | Grécia        | 55.25  | 27 | 28 |
| 29                | Jovana Stanisavljević     | Sérvia        | 47.26  | 29 | 29 |

## Quadro de medalhas
| Ordem | País    | Medalha de ouro | Medalha de prata | Medalha de bronze |   | Ordem por total |
| ----- | ------- | --------------- | ---------------- | ----------------- | - | --------------- |
| 1     | Rússia  | 1               | 1                |                   | 2 | 1               |
| 2     | Espanha | 1               |                  |                   | 1 | 2               |
| 3     | Suécia  |                 | 1                |                   | 1 | 2               |
| 4     | França  |                 |                  | 1                 | 1 | 2               |
| 4     | Itália  |                 |                  | 1                 | 1 | 2               |
| TOTAL | TOTAL   | 2               | 2                | 2                 | 6 | —               |